# Opéra d'État de Hambourg
Le Hamburgische Staatsoper (Opéra d'État de Hambourg) avec son orchestre le Philharmonique de Hambourg (auparavant "Orchestre philharmonique d'État de Hambourg") est un des plus illustres opéras du monde. Son histoire remonte à plus de 300 ans, son lointain ancêtre étant l'Oper am Gänsemarkt de 1678 à 1738.
La salle actuelle d'une capacité de 1 690 places, a été achevé en 1953 à l'emplacement du vieux théâtre construit par Karl Friedrich Schinkel, détruit par la guerre, et bénéficie d'une acoustique et visibilité exceptionnelles.
De 1891 à avril 1897, Gustav Mahler a succédé à Hans von Bülow à la direction de l'opéra. Au XXe siècle de nombreux chefs d'orchestre renommés ont été engagés pour assurer la haute qualité des spectacles : Otto Klemperer, Eugen Jochum, Karl Böhm, Charles Mackerras, Marek Janowski, Horst Stein, Christoph von Dohnanyi, Hans Zender, Gerd Albrecht et Ingo Metzmacher.
Placido Domingo a beaucoup chanté sur cette scène depuis 1967 (notamment son premier Otello sous la direction du jeune James Levine en 1975), et des chanteurs tels que Martha Mödl, Anneliese Rothenberger, Franz Grundheber (de), Kurt Moll, Hans Sotin et Hanna Schwarz ont fait partie de la troupe.
En 2005 la chef d'orchestre australienne Simone Young devient directrice générale de l'opéra, remplacée en 2015 par Kent Nagano.
L'opéra héberge le Ballet de Hambourg dirigé depuis 1973 par John Neumeier.